# Exotic shorthair
L'exotic shorthair ou simplement exotic est une race de chats originaire des États-Unis. Issu d'une tentative d'amélioration[Interprétation personnelle ?] de l'american shorthair réalisé dans les années 1950 par les éleveurs américains, l'exotic shorthair est par la suite reconnu comme une race à part entière dans les années 1960.
L'exotic shorthair est la variété à poils courts du persan. Il partage sa morphologie ramassée toute en rondeur et le profil écrasé du visage. Toutes les couleurs et patrons de robe sont autorisés, et la plupart des fédérations autorisent les croisements avec le persan.

## Historique

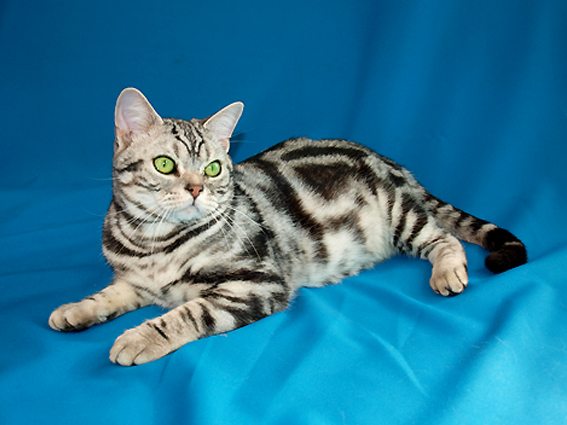
L'exotic shorthair est né par hasard d'une tentative d'amélioration de l'american shorthair.

Dans les années 1950 aux États-Unis, le domestic shorthair, devenu plus tard l'american shorthair, est fortement concurrencé par le british shorthair, une race de chat britannique de développement similaire et ayant un type morphologique très reconnaissable. Dans l'optique d'obtenir des american shorthair d'apparence plus ronde, les éleveurs américains croisent un persan aux yeux verts avec un american shorthair. Les chatons issus de ces croisements sont peu à peu introduits dans les lignées de l'american shorthair, toutefois, les individus les plus typés gardent la morphologie caractéristique du persan, tout en ayant une robe à poil court : les ancêtres de l'exotic sont nés.
Ces « persans à poil court » sont sélectionnés avec attention. De nouveaux croisements sont effectués par les éleveurs pour stabiliser la race. Ils utilisent notamment le persan et le british shorthair, mais également le burmese et même le bleu russe, pour donner un aspect pelucheux à leur fourrure. Si à l'origine la robe des « persans à poil court » est argentée, ce qui faillit appeler la race « sterling », de nouvelles couleurs sont apparues rapidement.
L'exotic shorthair est présenté pour la première fois en exposition féline aux États-Unis en 1960. Malgré la résistance de certains éleveurs de persans, la race est définitivement reconnue en 1967,. Par la suite, la race est répertoriée en 1984 par la Fédération internationale féline (FIFé), puis en 1989 par l'International Cat Association (TICA).
La race connaît un très grand succès aux États-Unis mais est loin d'atteindre la notoriété du Persan.
Au Canada, l’exotic shorthair est la race de chat la plus populaire entre 2016 et 2019, selon l’AFC.

## Standards

### Corps

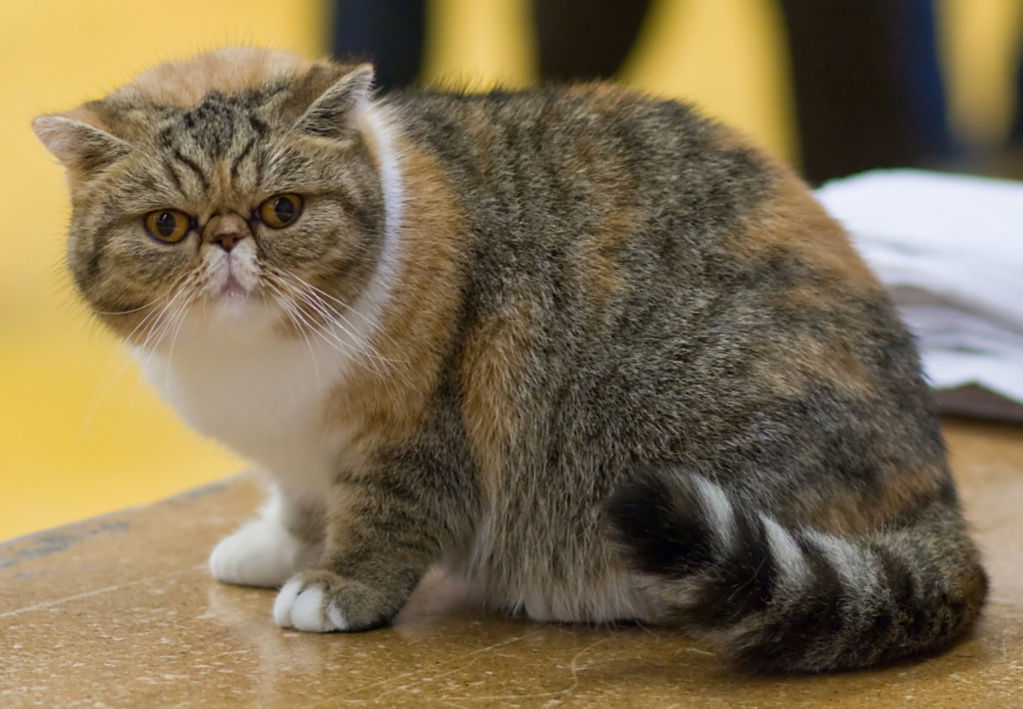
L'exotic shorthair est un chat d'allure ramassée et tout en rondeur. Sujet torbie noir et blanc présenté en exposition féline à Kempele.

L'exotic shorthair est un chat tout en rondeur. D'une manière générale, c'est une race moyenne à grande, qui donne une impression de puissance avec son corps massif mais aussi de douceur avec sa tête et ses grands yeux. Le corps, de type bréviligne, est massif et musclé, d'allure ramassée et courte sur pattes. Les épaules et les hanches sont arrondies et de même largeur. L'encolure est épaisse, massive et courte, donnant l'impression que l'exotic shorthair est dépourvu de cou. Le dos est droit et court, la poitrine large, avec une cage thoracique et un abdomen arrondis. Les pattes sont courtes et fortes, bien droites. Des pattes arquées sont un défaut pénalisé en exposition. Les pieds sont ronds et massifs. La queue est plutôt courte, bien épaisse avec un bout arrondi.

### Tête

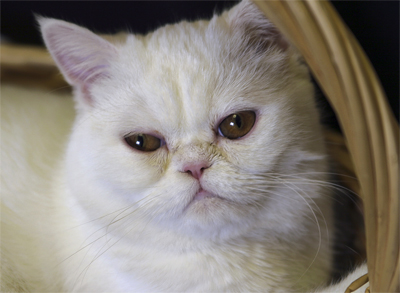
Exotic shorthair blanc.

De manière générale, toute difformité de la face, empêchant le chat de respirer correctement, n'est pas toléré par les standards. La tête est ronde et massive, avec un crâne en forme de dôme. Un front fuyant est un défaut. La face est ronde, avec des joues larges et puissantes, des pommettes proéminentes. L'expression du visage est douce. Les yeux sont de grande taille, de forme ronde et bien espacés. Ils ne doivent pas être exorbités, ce qui est un défaut. La couleur, la plus intense possible, est en accord avec la robe.
De profil, le front, le nez et le menton sont alignés sur un même plan vertical. Le nez, large et très court, présente des narines suffisamment ouvertes : la respiration ne doit pas être gênée. Le stop profond est placé entre les limites supérieures et inférieures des yeux, idéalement au milieu. Le museau est rond, large et plein, avec un menton fort. Les mâchoires doivent se fermer parfaitement : une mauvaise occlusion entraîne un refus de tout titre en exposition. Les oreilles sont de petite taille et presque rondes. Peu ouverte à la base, elles sont bien espacées l'une de l'autre. Les standards WCF, CCC et FIFé demandent des oreilles placées bas,, tandis que le LOOF et la TICA exigent simplement qu'elles soient placées pour respecter la forme arrondie de la tête,.

### Fourrure
La fourrure est courte, douce et pelucheuse. C'est le sous-poil épais qui donne cette impression et rend le poil doux. Le poil est légèrement plus long que celui des autres chats à poil court, sans être long ou couché sur le corps. Toutes les combinaisons de patron et de couleur sont autorisées. Cependant, les standards n'admettent pas le colourpoint et blanc.

### Croisements autorisés
Les croisements sont autorisés avec le persan.

## Caractère
L'exotic shorthair possède un tempérament calme, câlin et joueur. Certains aiment à dire qu'il est un peu plus agité que le persan, bien que ce ne soit pas une réalité établie. On dit également qu'il est facile à vivre et qu'il s'accommode bien de la vie en appartement. Ces traits de caractère restent toutefois parfaitement individuels et sont avant tout fonctions de l'histoire de chaque chat.

## Élevage
La maturité sexuelle de l'exotic shorthair est tardive et les portées sont de taille moyenne. On rencontre fréquemment des difficultés lors des mises bas, à cause du volume important de la tête des chatons. Il est assez fréquent de trouver des chatons à poil long ou mi-long à cause des croisements avec des Persans, réguliers dans la race. Ces chatons sont classés comme Persans en Europe tandis qu'ils seront plutôt classés comme « exotic longhair » aux États-Unis.
L'exotic shorthair, comme le persan, est une race touchée par la maladie de la polykystose rénale (PKD). C'est la raison pour laquelle le LOOF, recommande fortement d'écarter de la reproduction les chats porteurs de cette maladie afin d'obtenir des chatons sains. Un test génétique effectué par prélèvement buccal par un vétérinaire permet d'identifier les animaux porteur du gène PKD1 responsable de la polykystose rénale. Un mariage entre reproducteurs sains est la seule solution pour obtenir une portée de chatons 100% sains non porteur de la maladie.

## Particularité génétique
Le gène responsable du poil long est récessif, la race est donc soit hétérozygote ou homozygote. Les hétérozygotes sont plus nombreux compte tenu des nombreuses infusions de sang persan dans la race, cela explique pourquoi l'on trouve régulièrement des chatons à poils long dans les portées.
Le gène récessif du poil long réapparaît de temps en temps dans les portées d'exotics. L'exotic à poil long est considéré comme un persan par la FIFé, le CCC et la TICA et comme une variante de l'exotic par la CFA et la GCCF. Cette différence d'appréciation reflète un débat sur l'appartenance à une race, à savoir selon ses origines (pedigree) ou selon son apparence : l'exotic à poil long est identique à un persan, mais a des parents exotics shorthairs et toutes les fédérations ne le reconnaissent pas de façon identique.
Le caractère du poil dense et redressé est quant à lui déterminé par de nombreux gènes à faibles effet individuel. Ces gènes, appelés polygènes, sont très difficiles à fixer, ce qui explique que l'accouplement exclusif entre deux Exotic Shortair aboutisse à un pelage plat. Les infusions de sang persan sont donc pour le moment indispensables.
Des recherches génétiques menées par l'université de Californie à Davis a rapporté la présence à très faible fréquence de l'allèle récessif responsable du gantage blanc du sacré de Birmanie chez l'exotic shorthair. Un test génétique spécifique existe afin de détecter le gène de gantage birman.

## Santé
L'Exotic shorthair ne nécessite pas un toilettage compliqué, le peigner régulièrement est suffisant. L'Exotic shorthair est assez gourmand : son maître doit surveiller son alimentation pour lui éviter un surpoids.

## Dans la culture populaire
Garfield, le chat issu de la bande dessinée de Jim Davis est un exotic shorthair.